# Change Set
Als Change Set wird eine Menge von Änderungen bezeichnet, die aus einem Change Request (Änderungsanforderung) hervorgehen.
Als Change-Set-Modell bezeichnet man in der Software-Entwicklung ein spezielles Konzept zum Verwalten von Änderungen an einer Software im Rahmen des Software-Configuration-Managements (SCM). Dabei werden Änderungen an der Software vom SCM-System nicht als punktuelle Änderungen auf Datei- oder Quellobjektebene betrachtet, sondern es können mehrere Änderungen an Dateien, Objekten oder Komponenten, die logisch gesehen zusammengehören und der Erreichung eines Einzelziels – etwa der Behebung eines Softwarefehlers – dienen, als eine zusammenhängende Änderungsmenge, also als Change-Set, registriert werden. Diese höherrangige Form der Verwaltung von Änderungen entlastet den Benutzer, da er sich die logischen Zusammenhänge zwischen Einzeländerungen nicht mehr selbst merken muss.
Technisch wird die Speicherung eines Change-Sets realisiert, indem die Deltas der Software-Bestandteile, die sich gegenüber der vorherigen Version bzw. Konfiguration geändert haben, zu einer zusammenhängenden Änderungsmenge zusammengefasst werden. Gegebenenfalls können noch mehrere Change-Sets gruppiert, benannt und zu übergeordneten Entitäten zusammengefasst werden, die dann in derselben Weise wie die Change-Sets selbst verwaltet werden können.
Heute wird manchmal auch ein check-in (commit) als Change Set bezeichnet. Damit wird eine zusammenhängende Menge von Änderungen an Dateien bezeichnet, die in einem Schritt in einer Versionsverwaltung hinterlegt (committed) wird. Diese kann jedoch bei modernen Systemen nachträglich geändert werden.